# Lionel Mallier
Pas d'image ? Cliquez ici

a Compétitions nationales et continentales officielles uniquement.

b Matchs officiels uniquement.
Lionel Mallier, est né le 6 mars 1974 à Grenoble. C’est un joueur de rugby à XV, qui a joué avec l'équipe de France, évoluant au poste de troisième ligne aile (1,83 m pour 98 kg). Malgré les différents clubs qu'il a connu, il reste très attaché à Grenoble, sa ville d'origine.

## Biographie

### Carrière sportive
Formé au FC Grenoble où il est champion de France junior Reichel en 1992, Lionel Mallier intègre l'équipe première de son club formateur à partir de la saison 1993-1994 sous l’ère des « Mammouths de Grenoble » qui viennent de se voir privés du titre de champion de France en 1993, défait 14 à 11 par le Castres olympique dans des conditions rocambolesques.
Lionel Mallier rejoint ensuite Brive le champion d'Europe en titre en 1997 et connaîtra ses premières sélections équipe nationale puis après 3 saisons au club, il rejoint en 2000 Pau puis Perpignan en 2001 avant un retour à Brive en 2004.
En 2006, il va signer à Lyon pour évoluer en deuxième division puis enfin à Annonay pour terminer sa carrière.
Lionel Mallier est vice-champion de France en 2004 avec Perpignan et double vice-champion d'Europe en 1998 avec Brive et en 2003 avec Perpignan, il est également finaliste de la Coupe de France en 2000 avec Brive.
Il aura disputé 46 matchs en compétitions européennes, dont 24 en Coupe d'Europe de rugby avec Brive, Pau et Perpignan et 22 en Challenge européen avec Brive et Pau.

### En équipe nationale
Il a disputé son premier test match le 3 juin 1999 contre l'équipe de Roumanie, et le dernier contre l'équipe d'Italie, le 1er avril 2000. Il participe à la Coupe du Monde 1999 avec notamment une entrée remarquée contre le Canada.

## Récompenses
Il reçoit le 25 novembre 2009, l'oscar Midi Olympique pour l'ensemble de sa carrière.

## Palmarès

### En club
- Coupe Frantz Reichel :
  - Champion (1) : 1992
  - Vice-champion (1) : 1993
- Championnat de France Top 16 :
  - Vice-champion (1) : 2004 avec Perpignan
- Coupe d'Europe :
  - Finaliste (2) : 1998 avec Brive et en 2003 avec Perpignan
- Coupe de France :  
  - Finaliste (1) : 2000 avec Brive

### En équipe nationale
- Sélection en équipe nationale : 5
- Sélections par année : 3 en 1999 et 2 en 2000

#### Tournoi des Six Nations
| Édition          | Rang | Résultats France | Résultats Mallier | Matchs Mallier |
| ---------------- | ---- | ---------------- | ----------------- | -------------- |
| Six Nations 2000 | 2    | 3 v, 0 n, 2 d    | 1 v, 0 n, 1 d     | 2/5            |

Légende : v = victoire ; n = match nul ; d = défaite ; la ligne est en gras quand il y a Grand Chelem.

#### Coupe du monde
| Édition          | Rang      | Résultats France | Résultats Mallier | Matchs Mallier |
| ---------------- | --------- | ---------------- | ----------------- | -------------- |
| Royaume-Uni 1999 | Finaliste | 5 v, 0 n, 1 d    | 1 v, 0 n, 0 d     | 1/6            |

Légende : v = victoire ; n = match nul ; d = défaite.